# 아비에이
아비에이(Abyei)는 아프리카 대륙 북동부에 위치한 내륙 지방인 쿠르두판의 지명으로 최대 도시는 아비에이이다. 2011년 남수단이 독립하기 이전까지는 수단 남쿠르두판 주의 지명이었다. 한편 수단은 국가의 하위 행정 구역에 지구를 설치하였으며 남부 쿠르두판 주에는 하위 아비에이 지구라는 행정 구역 이름을 두고 있다. 이 지역은 수단이 실효 지배하고 있으나, 현재 여전히 아비에이 지역이 수단과 남수단 중 어느 쪽으로 귀속될 지는 아직 결정되지 않았다.